# Museum of Chinese in America

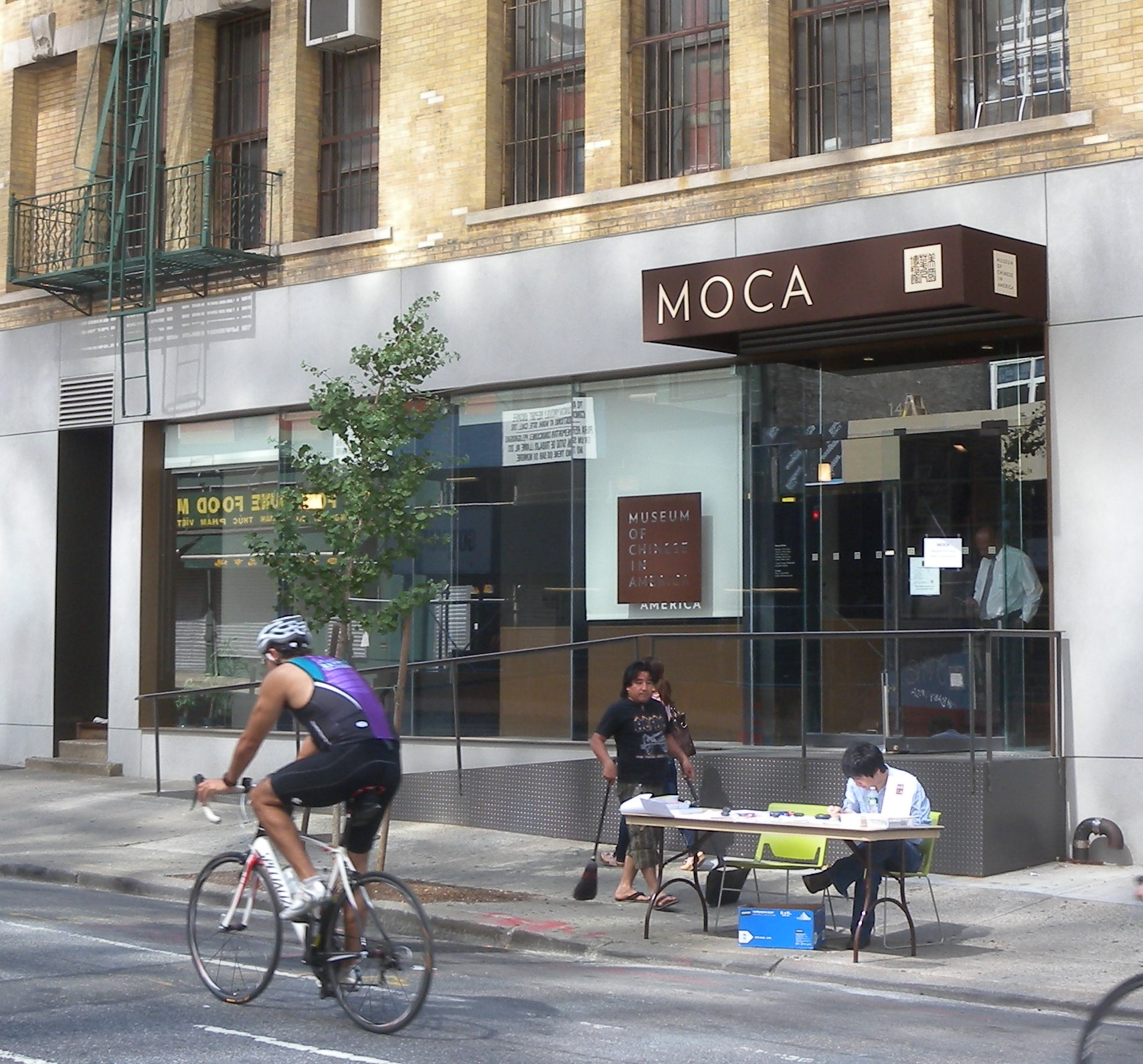
Museum of Chinese in America (MOCA)

Das Museum of Chinese in America (MOCA) ist ein Museum für chinesische Kunst in Manhattan in New York City.
Es wurde 1980 als New York Chinatown History Project von dem Historiker John Kuo Wei Tchen und dem Aktivisten Charles Lai gegründet. Ziel ist die Vermittlung der chinesischen Einwanderer in den Vereinigten Staaten sowie deren Nachfahren mittels Fotodokumentation, Erforschung und Sammlung.
Die Sammlung umfasst 60.000 Dokumente, Fotografien und Textilien und ist damit die größte nicht universitäre Sammlung seiner Art.